# Cartuxa Santa María de Scala Coeli

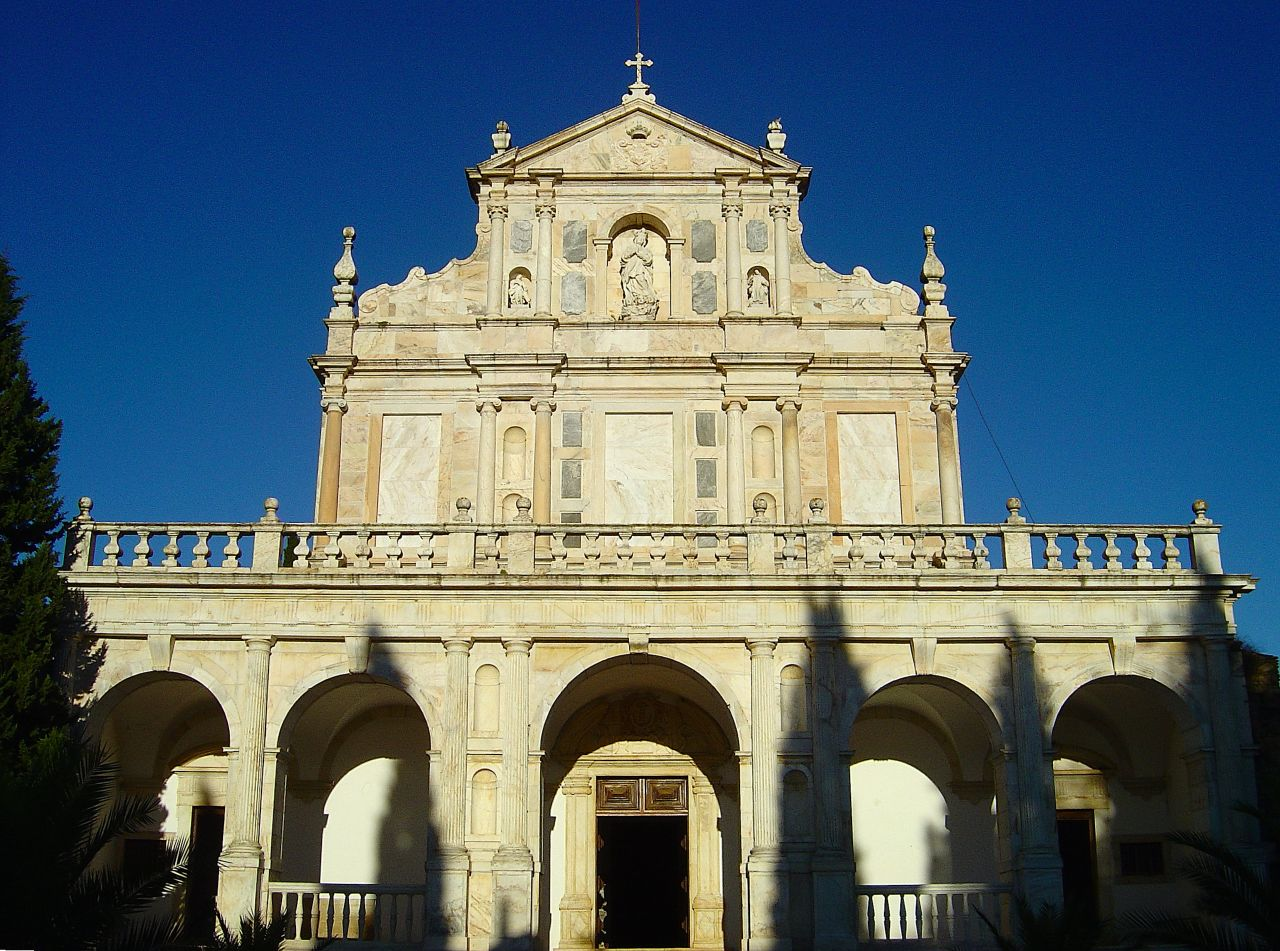
Kartause Sancta Mariae Scalæ Cœli in Évora

Die Kartause Sancta Mariae Scalæ Cœli (auch Convento da Cartuxa) ist ein ehemaliges Kloster der Kartäuser in Évora, in der Region Alentejo in Portugal. Es befindet sich im Ortsteil Bacelo, etwa einen Kilometer nordwestlich der Altstadt Évoras, unmittelbar am Aquädukt Aqueduto de Água de Prata.

## Geschichte
Die Kartause wurde 1587 auf Initiative von Teotónio de Bragança, Erzbischof von Évora von 1578 bis 1602,  in Évora gegründet. Daraufhin ließen sich im selben Jahr sieben Mönche zunächst im ehemaligen Königspalast nieder, dem Paço dos Condes de Basto. Der Bau der Klosteranlage begann 1593. Nach der Fertigstellung konnten die Gebäude ab 1598 bewohnt werden. Die Klosterkirche und der große Kreuzgang wurden 1615 bis 1621 errichtet. Der Kreuzgang ist noch heute mit seinen Seitenlängen von 98 Metern und einer umschlossenen Fläche von einem Hektar der größte Kreuzgang Portugals.

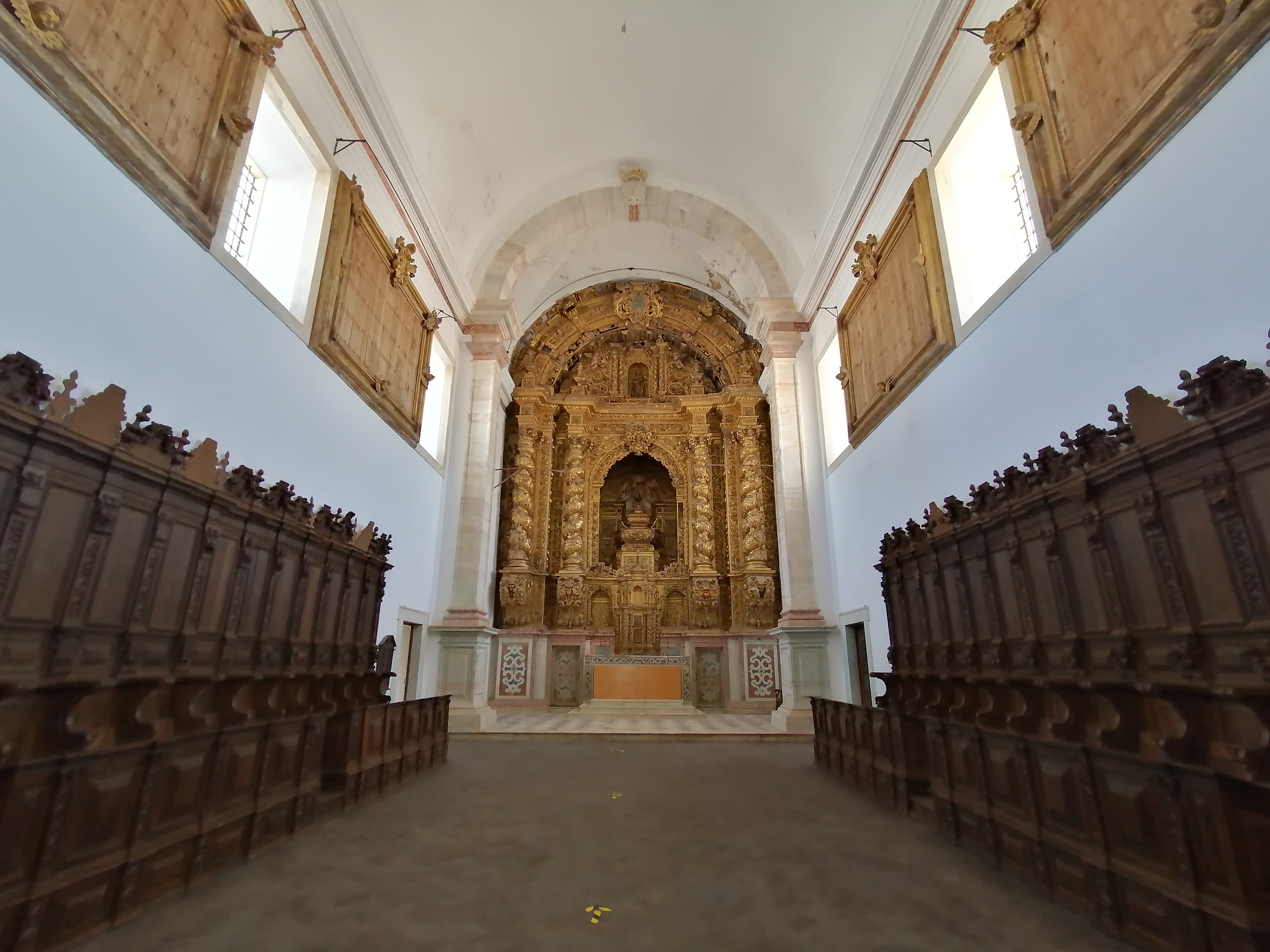
Klosterkirche mit Chorgestühl
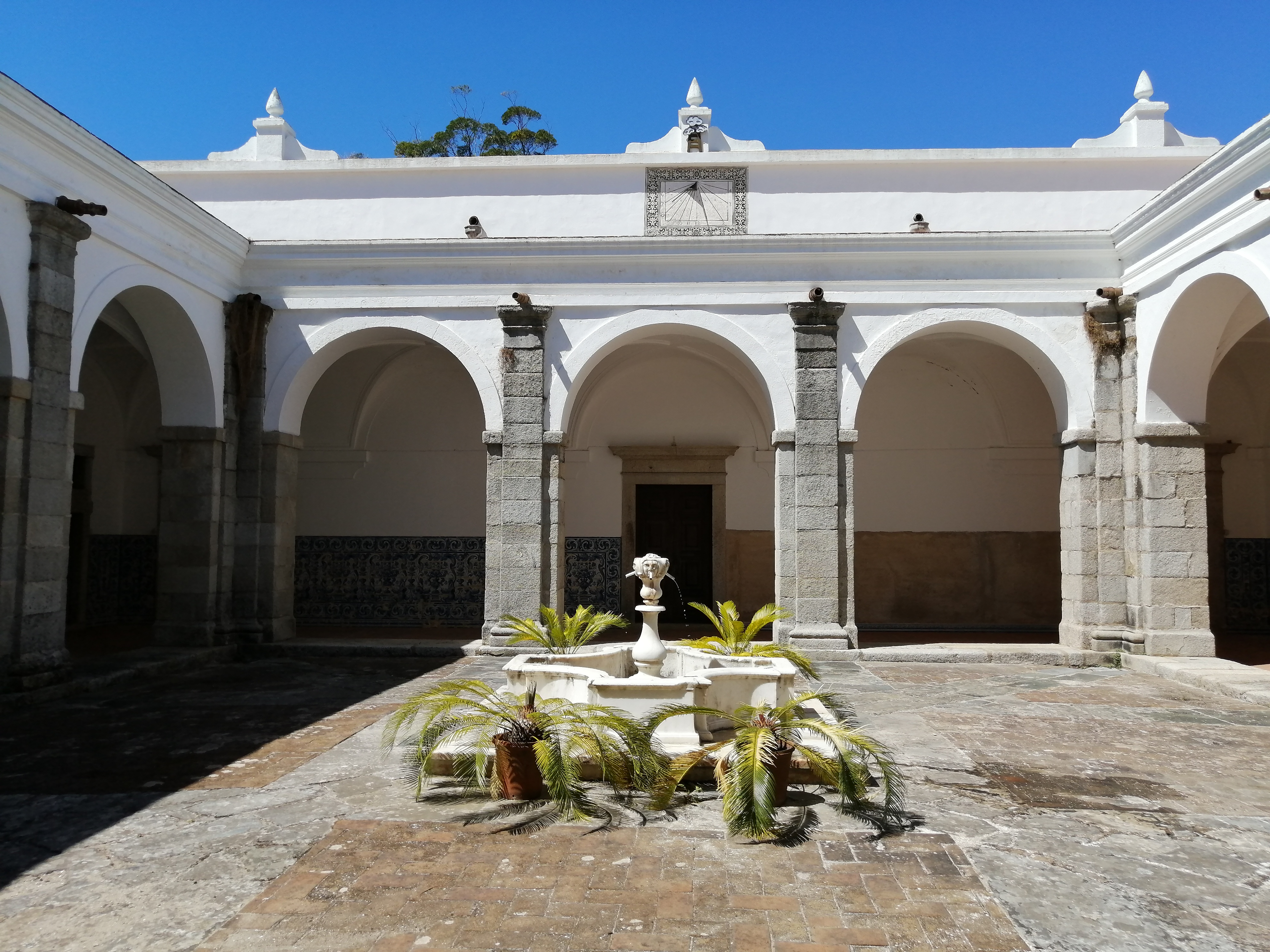
Kleiner Kreuzgang
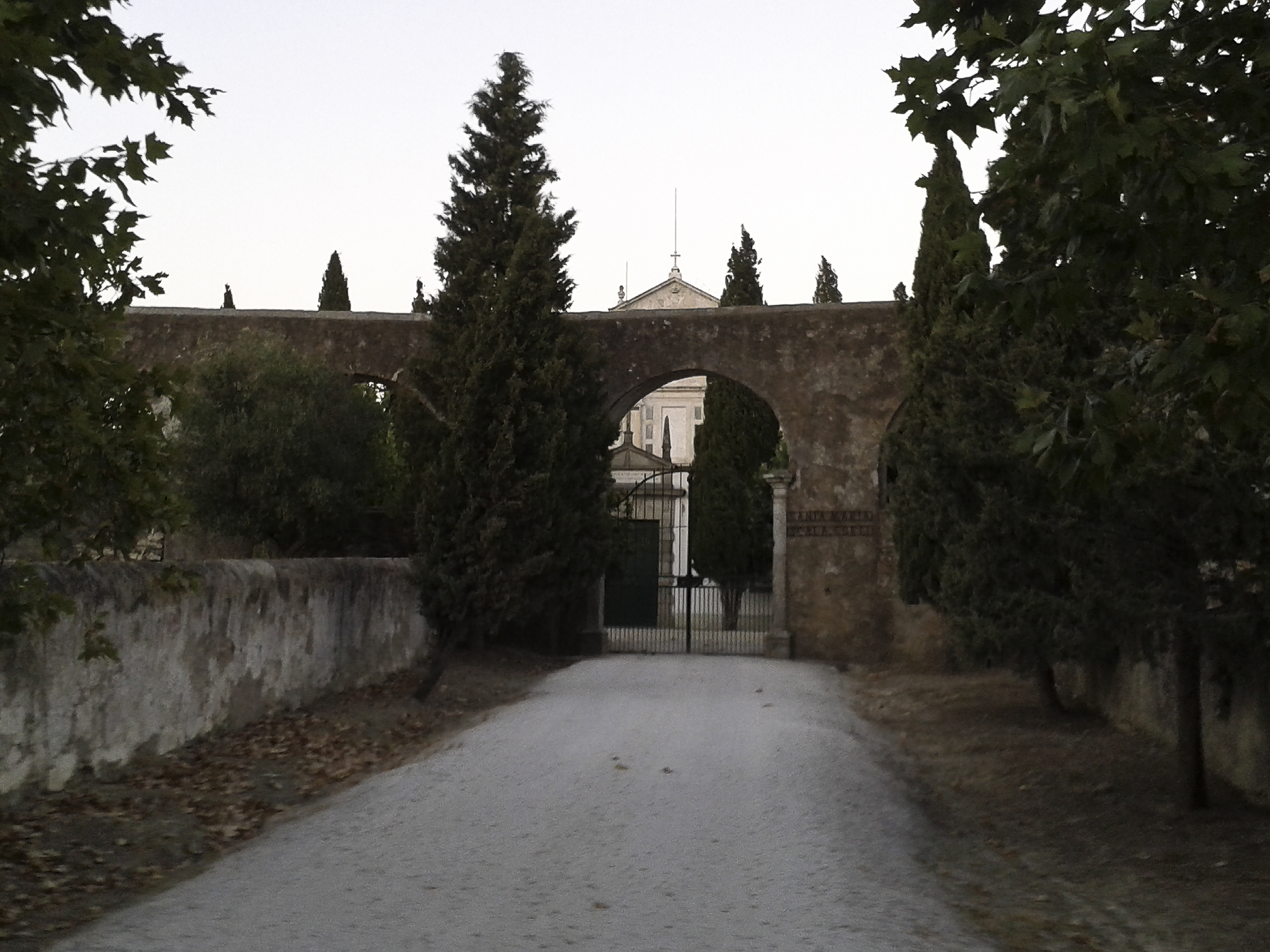
Das Klosterportal der Kartause zwischen den Pfeilern des Aquädukts Aqueduto de Água de Prata

Im Verlauf des Restaurationskrieges wurde Évora im Jahr 1663 von spanischen Truppen unter dem Befehl von Juan José de Austria erobert. Das Kloster wurde geplündert und schwer beschädigt. Erst im Jahr 1694 konnten die Gebäude durch Förderung des portugiesischen Königs Peter II. wiederhergestellt werden.
Im Jahr 1834 hob man das Kloster auf, nachdem durch ein Dekret der Königin Maria II. alle Orden in Portugal aufgelöst wurden und die Besitztümer der Klöster und Konvente in Staatseigentum übergingen. Die Klosteranlage wurde verkauft. Der Erlös diente der Finanzierung eines Krankenhauses in Évora. Die Bibliothek und viele Kunstwerke gingen verloren. Teile davon befinden sich heute im portugiesischen Nationalarchiv Arquivo Nacional da Torre do Tombo. In der Folgezeit dienten die Gebäude als Landwirtschaftsschule und die Klosterkirche wurde als Scheune genutzt.
Ende des 19. Jahrhunderts erwarb Jose Maria Eugénio de Almeida, aus der Familie der Grafen von Vilalva, die Ruinen. Die Kirche wurde 1910 zum Nationaldenkmal erklärt. Im Jahr 1955 bot Vasco Maria Eugénio de Almeida, der Erbe des Käufers, dem Orden an, erneut eine Gemeinschaft von Kartäusern im Kloster anzusiedeln. Die Gebäude wurden ab 1960 wieder von Kartäusermönchen bewohnt, die Immobilien blieben jedoch weiter in Privatbesitz. Als Almeida im Jahr 1975 ohne direkte Erben starb, wurde dessen Grundbesitz in die Stiftung Fundação Eugénio de Almeida überführt, zu der die Klosteranlage und seine Ländereien noch heute gehören.

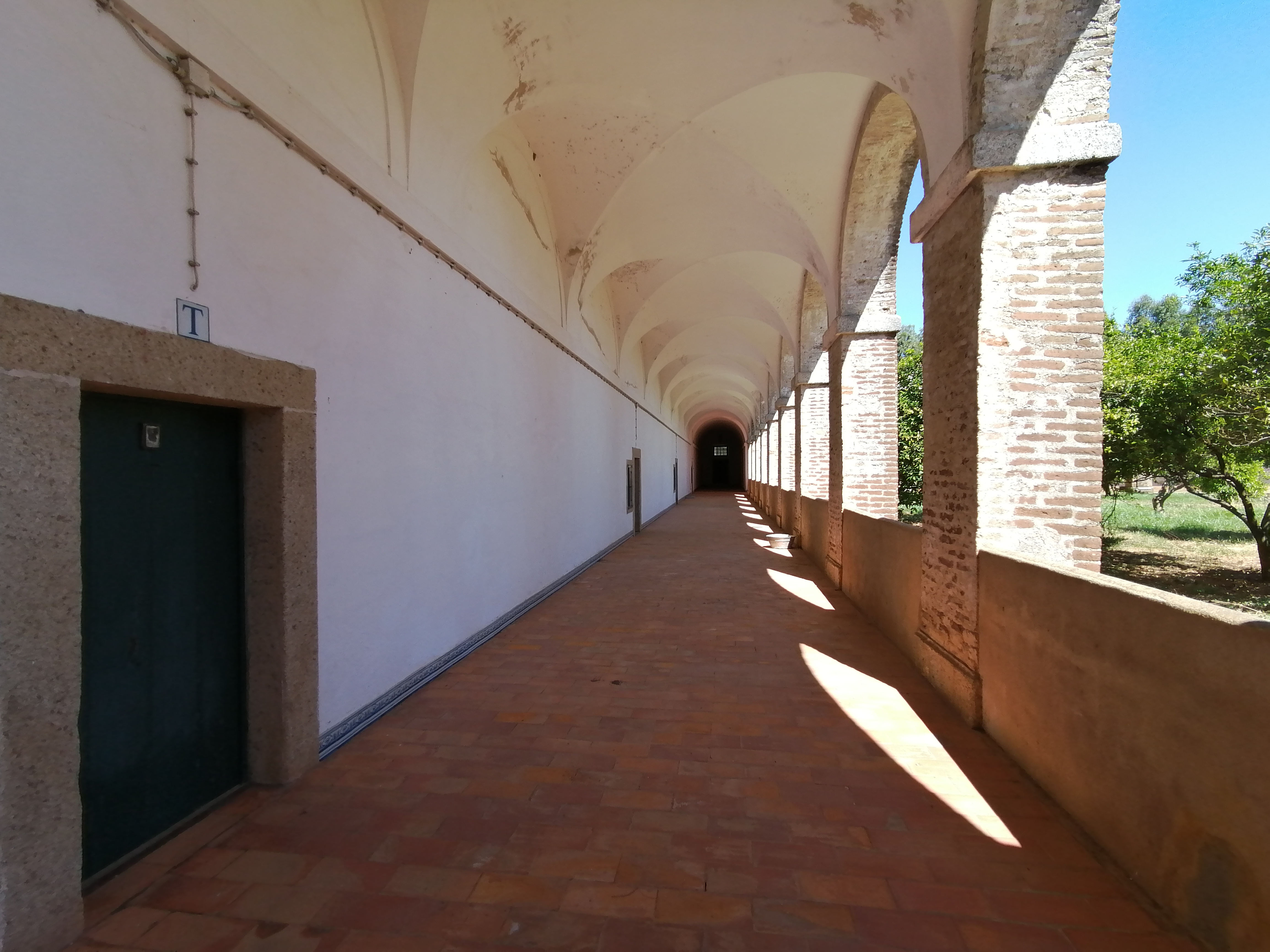
Großer Kreuzgang mit Eingängen zu den Zellen
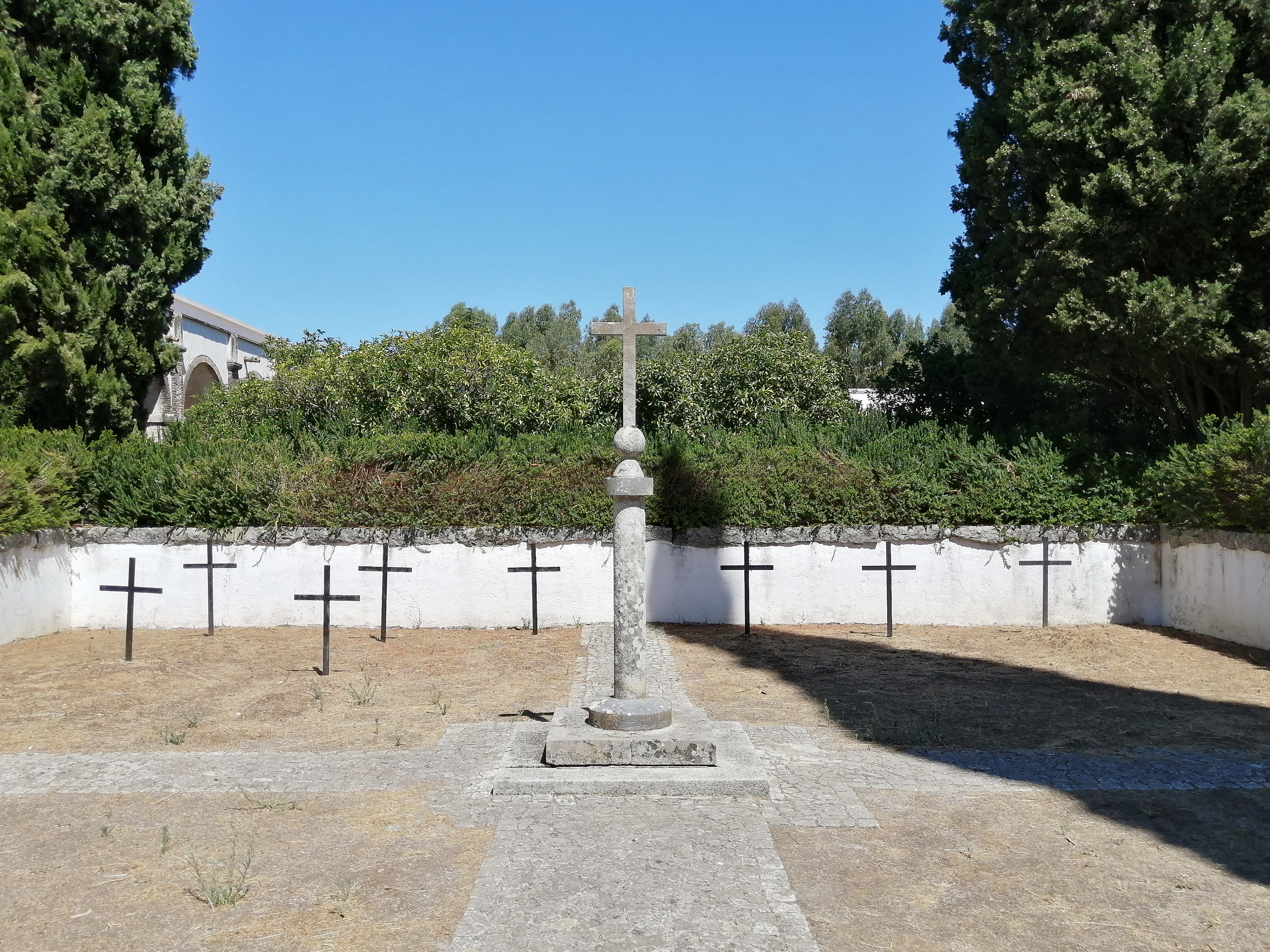
Klosterfriedhof mit namenlosen Kreuzen

Auf Beschluss des Generalkapitels des Kartäuserordens wurde das Kloster im Jahr 2011 aufgrund fehlender Berufungen geschlossen. Die Kartause war das einzige Kloster der Kartäusermönche in Portugal.

## Heutige Nutzung
Heute nutzt die Stiftung Eugénio de Almeida die ehemalige Klosteranlage unter der Bezeichnung Convento da Cartuxa als Kultur- und Veranstaltungszentrum und betreibt auf der Anlage einen Weinbaubetrieb. Das Gelände ist der Öffentlichkeit zugänglich.